# Vivien Henz
Vivien Henz (* 24. August 2004) ist ein luxemburgischer Leichtathlet, der sich auf den Mittelstreckenlauf spezialisiert hat.

## Sportliche Laufbahn
Erste internationale Erfahrungen sammelte Vivien Henz im Jahr 2021, als er bei den U20-Europameisterschaften in Tallinn in 3:51,49 min den zwölften Platz im 1500-Meter-Lauf belegte. Im Jahr darauf gelangte er dann bei den U20-Weltmeisterschaften in Cali mit 3:39,60 min auf Rang sieben.
In den Jahren 2020 und 2021 wurde Henz luxemburgischer Meister im 800-Meter-Lauf sowie 2022 über 1500 Meter. Zudem wurde er 2022 Hallenmeister im 3000-Meter-Lauf.

## Bestleistungen
- 800 Meter: 1:49,90 min, 11. Juni 2022 in Marsa
  - 800 Meter (Halle): 1:52,20 min, 16. Januar 2022 in Metz
- 1000 Meter: 2:26,73 min, 22. Juli 2021 in Saarbrücken (nationale U18-Bestleistung)
- 1500 Meter: 3:38,89 min, 2. Juli 2022 in Heusden-Zolder (luxemburgischer U20-Rekord)
  - 1500 Meter (Halle): 3:43,34 min, 12. Februar 2022 in Metz (luxemburgischer U20-Rekord)
- 3000 Meter: 8:13,20 min, 30. April 2022 in Luxemburg (luxemburgischer U20-Rekord)
  - 3000 Meter (Halle): 8:26,34 min, 27. Februar 2022 in Luxemburg